# Hockey Club Centro Giovanile Bassano 1965
Questa voce raccoglie le informazioni riguardanti l'Hockey Club Centro Giovanile Bassano  nelle competizioni ufficiali della stagione 1965.

## Maglie e sponsor
| 1ª divisa |

## Rosa
| N° | Naz.              | Ruolo | Sportivo          |  |  |  |
| -- | ----------------- | ----- | ----------------- |  |  |  |
| ?  | Italia (bandiera) | E     | Giuseppe Albertin |  |  |  |
| ?  | Italia (bandiera) | E     | Luciano Albertin  |  |  |  |
| ?  | Italia (bandiera) | E     | Franco Bordignon  |  |  |  |
| ?  | Italia (bandiera) | P     | Francesco Fontana |  |  |  |
| ?  | Italia (bandiera) | P     | Eros Merlo        |  |  |  |
| ?  | Italia (bandiera) | E     | Silvano Soffia    |  |  |  |
| ?  | Italia (bandiera) | E     | Giuseppe Tonon    |  |  |  |

- Allenatore: ?

### Libri
- La Gazzetta dello Sport, Annuario dello Sport 1966, Milano, Edizioni S.E.S.S.,  pp. 316-318, risultati e classifica finale della stagione 1965, conservato dalla Biblioteca comunale centrale di Milano, deposito di via Quaranta.
- Gianfranco Capra e Mario Scendrate, Hockey su pista in Italia e nel mondo, Novara, Casa Editrice S.E.N., settembre 1984,  p. 106.
- Consorzio Etruria Hockey Follonica, Benvenuti a Hockey City, 1936-2007 - Follonica in vetta al mondo, Empoli (FI), Geo Edizioni S.r.l., 2008,  p. 179.
- AA.VV., 100 anni di sport a Bassano: dal 1875 ai giorni nostri, Bassano del Grappa (VI), Panathlon Club, 1986,  p. 158.

### Giornali
- La Gazzetta dello Sport, conservata microfilmato presso.
  - Biblioteca Nazionale Braidense di Milano, presso MediaTeca Santa Teresa, via Moscova 28 a Milano;
  - Biblioteca comunale centrale di Milano (Palazzo Sormani);
  - Biblioteca Nazionale Centrale di Firenze;
  - Biblioteca Nazionale Centrale di Roma;
  - Biblioteca Civica Berio di Genova;
  - e presso Emeroteca del C.O.N.I. di Roma (non è online ma è da consultare in sede).
- Il Cittadino di Monza e Brianza, edizione del giovedì, Il Cittadino, 1965, che ha sempre pubblicato i risultati nell'edizione del giovedì. Giornale conservato microfilmato presso la Biblioteca Nazionale Braidense di Milano e la Biblioteca Comunale di Monza.